# Esqui cross-country nos Jogos Olímpicos de Inverno de 2010 - 50 km clássico masculino
A largada coletiva 50 km estilo clássico masculino do esqui cross-country nos Jogos Olímpicos de Inverno de 2010 ocorreu no dia 28 de fevereiro no Parque Olímpico de Whistler.

## Medalhistas
| Ouro   | NOR Petter Northug |
| Prata  | GER Axel Teichmann |
| Bronze | SWE Johan Olsson   |

## Resultados
| Pos.              | Nº | Atleta                     | Tempo     | Diferença |
| ----------------- | -- | -------------------------- | --------- | --------- |
| Medalha de ouro   | 1  | NOR Petter Northug         | 2:05:35.5 | +0.0      |
| Medalha de prata  | 6  | GER Axel Teichmann         | 2:05:35.8 | +0.3      |
| Medalha de bronze | 18 | SWE Johan Olsson           | 2:05:36.5 | +1.0      |
| 4                 | 19 | GER Tobias Angerer         | 2:05:37.0 | +1.5      |
| 5                 | 28 | CAN Devon Kershaw          | 2:05:37.1 | +1.6      |
| 6                 | 24 | EST Andrus Veerpalu        | 2:05:41.6 | +6.1      |
| 7                 | 14 | SWE Daniel Rickardsson     | 2:05:45.2 | +9.7      |
| 8                 | 12 | RUS Maxim Vylegzhanin      | 2:05:46.4 | +10.9     |
| 9                 | 29 | SWE Anders Södergren       | 2:05:47.1 | +11.6     |
| 10                | 4  | SUI Dario Cologna          | 2:05:47.5 | +12.0     |
| 11                | 5  | ITA Giorgio Di Centa       | 2:05:49.0 | +13.5     |
| 12                | 3  | CZE Lukas Bauer            | 2:05:49.4 | +13.9     |
| 13                | 10 | FRA Vincent Vittoz         | 2:05:49.6 | +14.1     |
| 14                | 8  | RUS Alexander Legkov       | 2:05:53.3 | +17.8     |
| 15                | 20 | NOR Martin Johnsrud Sundby | 2:05:57.7 | +22.2     |
| 16                | 13 | GER Jens Filbrich          | 2:06:07.8 | +32.3     |
| 17                | 38 | NOR Odd-Bjørn Hjelmeset    | 2:06:08.3 | +32.8     |
| 18                | 36 | CAN George Grey            | 2:06:18.1 | +42.6     |
| 19                | 9  | FRA Jean Marc Gaillard     | 2:06:38.0 | +1:02.5   |
| 20                | 23 | FIN Sami Jauhojärvi        | 2:06:43.2 | +1:07.7   |
| 21                | 7  | GER Rene Sommerfeldt       | 2:06:52.5 | +1:17.0   |
| 22                | 2  | SWE Marcus Hellner         | 2:07:03.2 | +1:27.7   |
| 23                | 27 | NOR Jens Arne Svartedal    | 2:07:32.5 | +1:57.0   |
| 24                | 39 | RUS Petr Sedov             | 2:07:35.4 | +1:59.9   |
| 25                | 26 | BLR Sergei Dolidovich      | 2:07:47.6 | +2:12.1   |
| 26                | 11 | ITA Pietro Piller Cottrer  | 2:08:21.6 | +2:46.1   |
| 27                | 30 | KAZ Alexey Poltaranin      | 2:09:29.6 | +3:54.1   |
| 28                | 44 | USA James Southam          | 2:10:08.3 | +4:32.8   |
| 29                | 33 | CZE Jiří Magál             | 2:10:22.7 | +4:47.2   |
| 30                | 35 | EST Jaak Mae               | 2:10:41.3 | +5:05.8   |
| 31                | 16 | ITA Valerio Checchi        | 2:10:49.7 | +5:14.2   |
| 32                | 22 | CAN Alex Harvey            | 2:10:49.9 | +5:14.4   |
| 33                | 17 | CAN Ivan Babikov           | 2:10:50.2 | +5:14.7   |
| 34                | 34 | EST Aivar Rehemaa          | 2:10:57.6 | +5:22.1   |
| 35                | 40 | JPN Nobu Naruse            | 2:10:59.2 | +5:23.7   |
| 36                | 32 | ITA Roland Clara           | 2:11:00.8 | +5:25.3   |
| 37                | 31 | FIN Ville Nousiainen       | 2:11:38.0 | +6:02.5   |
| 38                | 55 | FRA Cyril Miranda          | 2:11:56.9 | +6:21.4   |
| 39                | 45 | KAZ Yevgeniy Velichko      | 2:13:01.5 | +7:26.0   |
| 40                | 48 | ESP Vicenc Vilarrubla      | 2:13:33.8 | +7:58.3   |
| 41                | 50 | EST Algo Kärp              | 2:13:49.6 | +8:14.1   |
| 42                | 47 | UKR Roman Leybyuk          | 2:15:19.9 | +9:44.4   |
| 43                | 42 | FIN Lari Lehtonen          | 2:16:26.2 | +10:50.7  |
| 44                | 49 | ESP Diego Ruiz             | 2:17:49.8 | +12:14.3  |
| 45                | 46 | BLR Aliaksei Ivanou        | 2:17:59.2 | +12:23.7  |
| 46                | 53 | NZL Benjamin Koons         | 2:21:53.9 | +16:18.4  |
| 47                | 52 | AND Francesc Soulie        | 2:25:00.8 | +19:25.3  |
| 48                | 54 | DEN Jonas Thor Olsen       | 2:25:00.9 | +19:25.4  |
| -                 | 25 | SVK Martin Bajčičák        | DNF       | -         |
| -                 | 21 | USA Kris Freeman           | DNF       | -         |
| -                 | 43 | SVK Ivan Bátory            | DNF       | -         |
| -                 | 15 | RUS Sergey Shiryayev       | DNF       | -         |
| -                 | 51 | ESP Javier Gutierrez       | DNF       | -         |
| -                 | 37 | KAZ Sergey Cherepanov      | DNS       | -         |
| -                 | 41 | ROU Paul Constantin Pepene | DNS       | -         |

Legenda
| Recorde mundial      | Recorde mundial (World record)               |                       | Recorde africano                      | Recorde africano (African) |                                           | Q | Classificado por posição (Qualified) |
| Recorde olímpico     | Recorde olímpico (Olympic record)            | Recorde da América    | Recorde da América (Americas)         | q                          | Classificado por melhor tempo (Qualified) |   |                                      |
| Melhor marca do ano  | Melhor marca do ano (World leading)          | Recorde asiático      | Recorde asiático (Asian)              | DNS                        | Não largou (Did not start)                |   |                                      |
| Recorde nacional     | Recorde nacional (National record)           | Recorde europeu       | Recorde europeu (European)            | DNF                        | Não terminou (Did not finish)             |   |                                      |
| Recorde pessoal      | Recorde pessoal do atleta (Personal best)    | Recorde da Oceania    | Recorde da Oceania (Oceania)          | DSQ / DQ                   | Desclassificado (Disqualified)            |   |                                      |
| Recorde da temporada | Recorde da temporada do atleta (Season best) | Recorde sul-americano | Recorde sul-americano (South America) | NM                         | Sem marca (No mark)                       |   |                                      |